# قزلجه خرابه (هریس)
قزلجه خرابه یکی از روستاهای استان آذربایجان شرقی است که در دهستان باروق بخش مرکزی شهرستان هریس شهرستان هریس واقع شده‌است. تاریخچه: در کتاب وقف نامه ربع رشیدی نوشته رشیدالدین فضل اله همدانی (قرن هفتم هجری) در ردیف ۲۹ صورت موقوفات ربع رشیدی چنین آمده است:" قریه قزلجه از قرای ناحیه جان و براغوش، حدودش متصل است به اراضی قریه باروج و به اراضی قریه جمال آباد و به اراضی مزرعه شمشاد و به قله جبل قبچقی با جمیع توابع و لواحق و مضافات و منسوبات و متعلقات. "